# 仙台城
仙台城（せんだいじょう）は、宮城県仙台市青葉区（陸奥国宮城郡）の青葉山にあった日本の城（平山城）。雅称は「青葉城」で「五城楼」の別名もある（→仙台参照）。国の史跡。

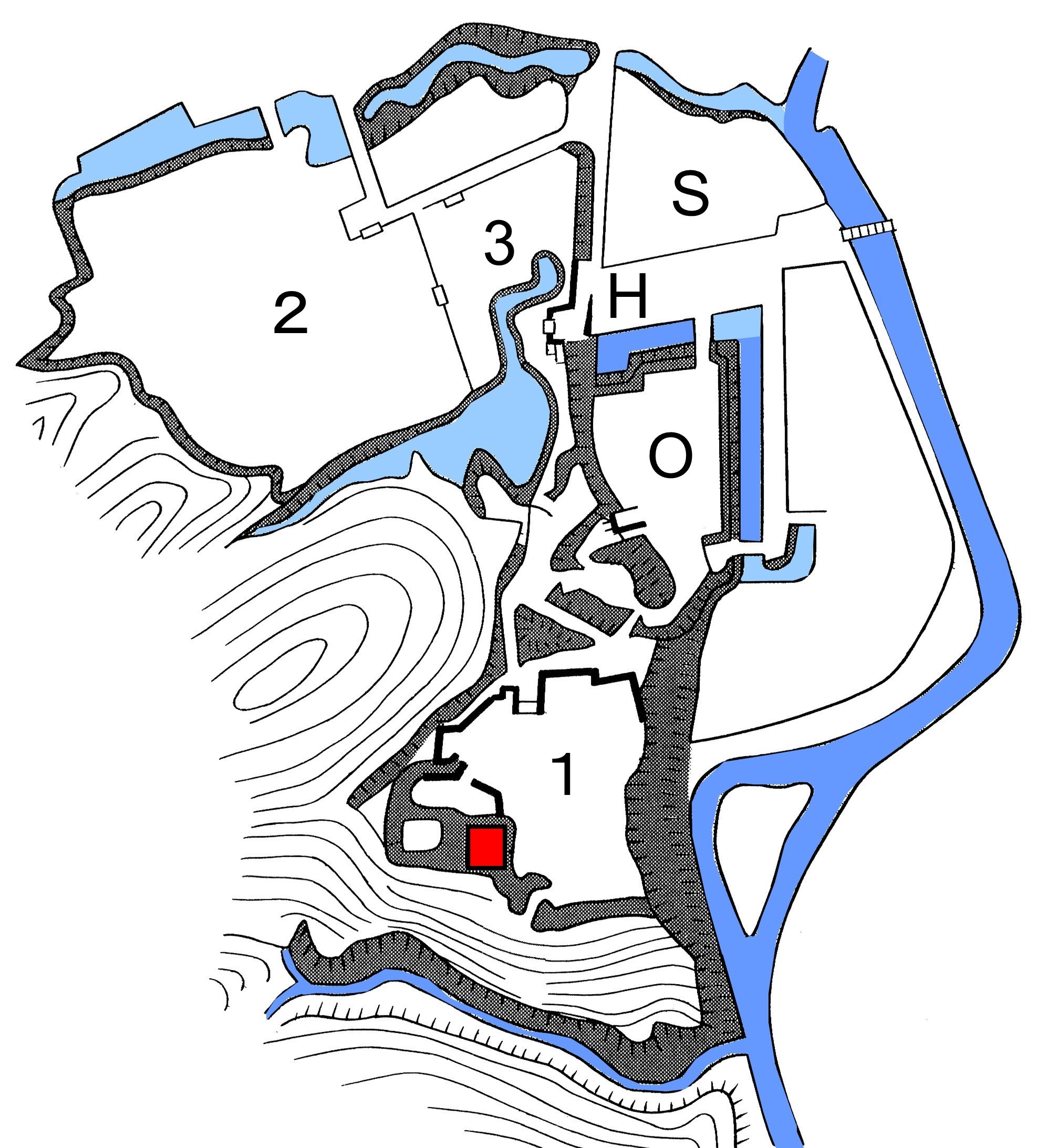
１本丸　２二の丸　３勘定所　O三の丸　H大手門

## 概要
慶長年間に伊達政宗が築城してから、廃藩置県・廃城令までの約270年に渡り伊達氏代々の居城であり、仙台藩の政庁であった。二代藩主伊達忠宗の代に完成した仙台城は約2万坪で、大藩にふさわしい大規模な城であった。
地震などによる損害を受けながらも修復を繰り返し、奥羽越列藩同盟盟主として戊辰戦争を経るも、一度も戦火を見ることなく城としての役割を終えて、明治維新を迎えた。その後は明治から大正にかけて陸軍用地となり多くの建築物が解体された。数少ない遺構であった大手門、脇櫓、巽門は国宝（旧国宝）に指定されていたが、第二次世界大戦時の仙台空襲により焼失した。現在では、宮城県知事公舎正門に転用された寅の門の部材が残るのみである。
仙台城跡の土地の権利関係は複雑であり、仙台城跡のうち仙台市が所有している区画（青葉山公園）はごく一部である。戦前の経緯から宮城県護国神社や国立大学法人東北大学が所有している区画が多く、現在でも本丸と二の丸の中に境界が存在している。
「青葉城」という雅称を持ち、宮城県護国神社は当地を「青葉城」または「青葉城址」と呼称している。一方、青葉山公園として当地を管理している仙台市は「青葉城（青葉城址）」ではなく「仙台城跡」と呼称している。2003年に国の史跡「仙台城跡」として登録される前は「仙台城址」とも呼称され、現在でも青葉通地下道の案内等に名残がある。このため同一の城跡でありながら複数の案内表記が存在しており、両者を併記する例も見られる。
三の丸にある仙台市博物館の周囲には堀や石垣が見られる。ここから徒歩で青葉山の山道を登っていくと、山頂に築かれた巨大な本丸の石垣が目の前に現れる。本丸からは、東方面に仙台市中心部と仙台平野、天気が良ければ太平洋まで一望することが出来る。北方面の二の丸跡地は現在は東北大学の敷地となっているが、このうち東側の東屋付近とロータリーの北東部分は同大学ではなく仙台市が所有する青葉山公園の飛び地となっている。
また、空襲で焼失した大手門や大手門脇櫓、土塀や明治時代に焼失した本丸御殿、門、櫓、土塀の木造復元計画もある。

## 歴史
仙台城は近世に伊達家が居城とした城郭である。仙台城ではないが、近世以前にも青葉山には城があったともいわれ、岩切城合戦を記した文書にある「虚空蔵城」は現在の仙台城の場所にあった山城という説もある。

### 近世
伊達政宗は、関ヶ原の戦いの後、徳川家康の許しを得て千代に居城を移すことにした。1600年（慶長5年）12月、政宗は青葉山に登って縄張りを開始。地名を仙臺（新字体：仙台）と改めた。
仙台が新しい本拠地に選ばれた理由として、
1. 仙台付近は陸路は東海道の延長上にある「海道」とかつての東山道に由来する「山道」が合流し、水路は名取川・広瀬川を経由して閖上などの港から太平洋に通じるなど交通の要所であったこと。
2. 岩出山城を居城に定めたのは豊臣政権の伊達氏を封じ込める政策によって一方的に決められた城であったこと。
3. 関ヶ原の戦いの際に徳川家康と約束されたと言われている「百万石の御墨付」が実現されていた場合（置賜郡・伊達郡など７郡が政宗に与えられた場合）、岩出山城は新しい領国の中で北に偏り過ぎていたこと。

が、あったとみられている。新城は関ヶ原の合戦が迫る緊迫化した状況の中で計画が立てられ、千代城（仙台城）以外にも仙台に近い北目城を改築して本拠地にする構想も検討されていた（実際に慶長出羽合戦では北目城に陣が置かれている）。しかし、北目城を本拠地として改築するには時間がかかると判断され、最終的には仙台を新しい本拠地とすることになった。
建設費の一部は、宮鉱山（現蔵王町）などで採掘された金で賄われた。
政宗が築いた仙台城は、本丸と西の丸からなる山城であり、天守台はあるが天守は持たなかった。これらの点で時代の流行に背を向けたが、結果として仙台城は、ビスカイノをして「日本の最も勝れ、又最も堅固なるものの一つ」と言わしめるほど、同時代に比類ない堅城となった。
しかし、山上にある本丸は街への往来が不便であった。そのため、伊達忠宗は1638年（寛永15年）に二の丸の造営に着手し、翌年には居所を二の丸に移した。二の丸は本丸と同じく広瀬川の内側にあるが、土地は平坦な場所である。伊達家の当主はここに居住し、政務もここで執られた。時期は不明だが、これと前後して大手門脇、青葉山の麓に三の丸が作られた。これ以降、本丸が使われることは少なくなり二の丸が仙台城の中枢になった。
江戸時代を通じて、仙台城は火災や地震により何度か建物や石垣の一部を失い、その都度再建された。
- 1646年（正保3年）
  - 地震により石垣や櫓に被害[2]
- 1668年（寛文8年）
  - 地震により石垣に被害[2]
- 1804年（文化元年）
  - 二の丸を焼失（1809年（文化6年）に再建）[2]

戊辰戦争でも仙台が戦場になることはなかったため、仙台城は創建以来一度も攻撃を受けずに要塞としての役目を終えた。

### 近代

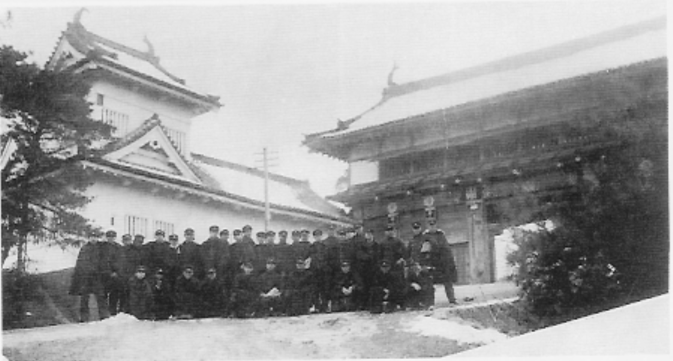
在りし日の大手門

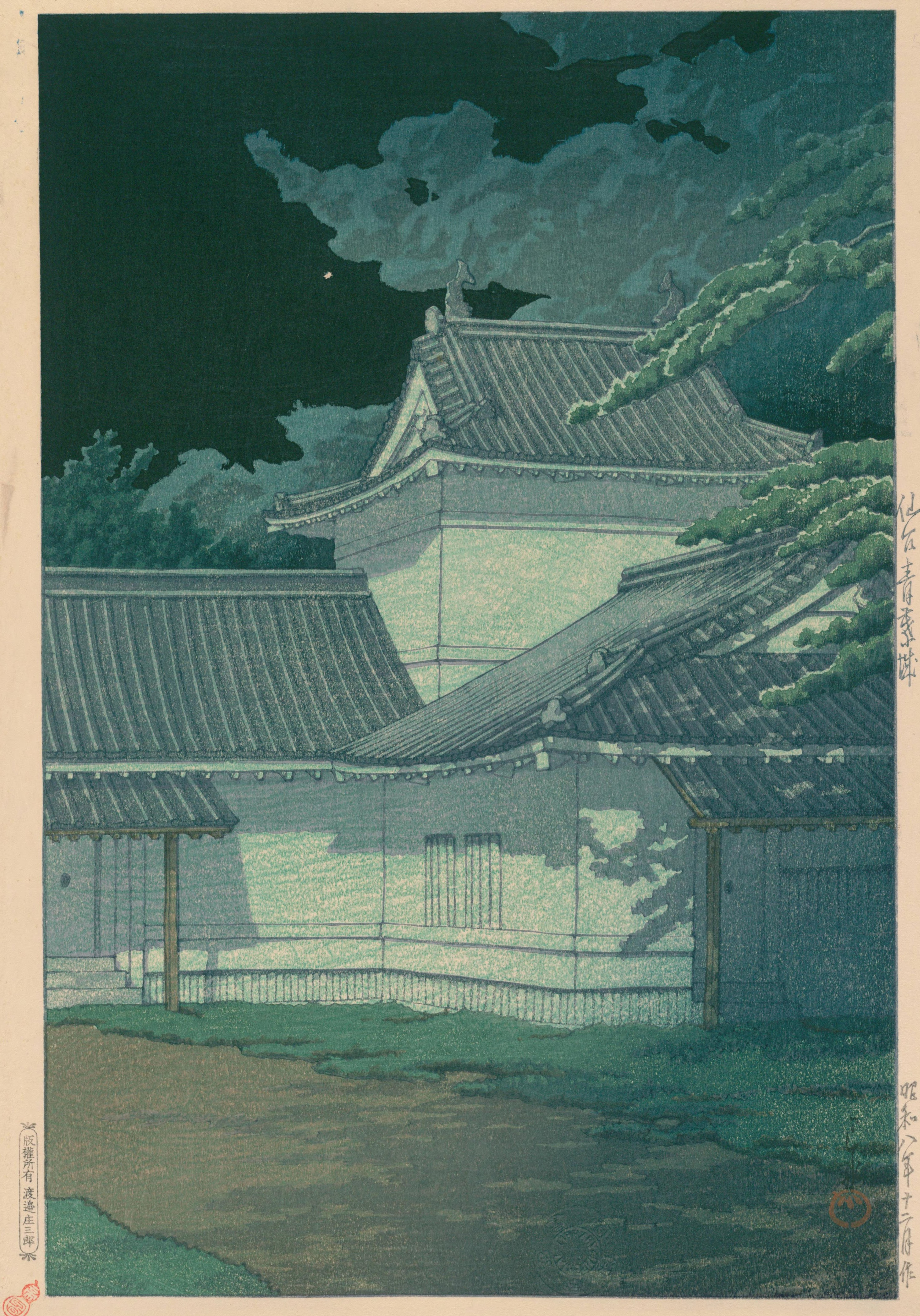
川瀬巴水『仙台 青葉城』（1933年・昭和8年）

1873年（明治6年）の「全国城郭存廃ノ処分並兵営地等撰定方」で仙台城は「存城」とされる。
これに先立つ1869年（明治2年）の版籍奉還で仙台城には勤政庁設置。1871年（明治4年）には東北鎮台が仙台城を本営にして駐屯。このとき本丸が破壊され、石材と木材が兵舎建設に流用。後に東北鎮台は仙台鎮台と改称。さらに鎮台制が師団制にかわると、第二師団設置。
- 1876年（明治9年）
  - 明治天皇が行幸[2]
- 1882年（明治15年）
  - 二の丸で火災が発生[2]。大手門、脇櫓、虎ノ門を除くほとんどの建物が焼失。
- 1904年（明治37年）
  - 本丸の跡地に招魂社建立[2]。現在の宮城縣護國神社。
- 1920年（大正9年）
  - 大手門から本丸への途中にある中門（寅門）を取り壊す[2]。門は現知事公館の正門に移築。
- 1925年（大正14年）
  - 仙台市が青葉山自然公園を開園[2]
- 1931年（昭和6年）
  - 大手門と脇櫓（隅櫓）が国宝指定[2]。
- 1935年（昭和10年）
  - 5月：政宗没後300年を記念して「伊達政宗騎馬像」が本丸に建立[2]。
- 1943年（昭和18年）
  - 政宗騎馬像が金属類回収令により撤去された。全て熔解されていたはずだったが、1945年（昭和20年）11月、郷土史家が塩竃市の金属集積所にて発見。翌年9月史家が自費で購入し青葉神社へ奉納。
- 1961年（昭和36年）
  - 仙台市博物館が三の丸にて開館するにあたり像が青葉神社から寄贈される。以後、胸像として1986年(昭和41年)から2023年（令和5年）4月まで仙台市博物館中庭に設置されていた（2023年4月に仙臺緑彩館に移転）[5]。

太平洋戦争末期の1945年（昭和20年）7月10日未明、アメリカ軍による仙台空襲の際、米軍のB29により投下された焼夷弾により、大手門、脇櫓（隅櫓）（当時国宝）、衛兵所に使用中の二の丸表舞台楽屋などが全て焼失し、護国神社も焼失した。これにより、江戸時代から伝わる建物は三の丸の巽門（たつみもん）のみとなった（戦後、巽門跡の発掘時に礎石附近から焼けた土が見つかっており、大手門と同様、この日の戦災で焼失したという説もある）。

### 現代

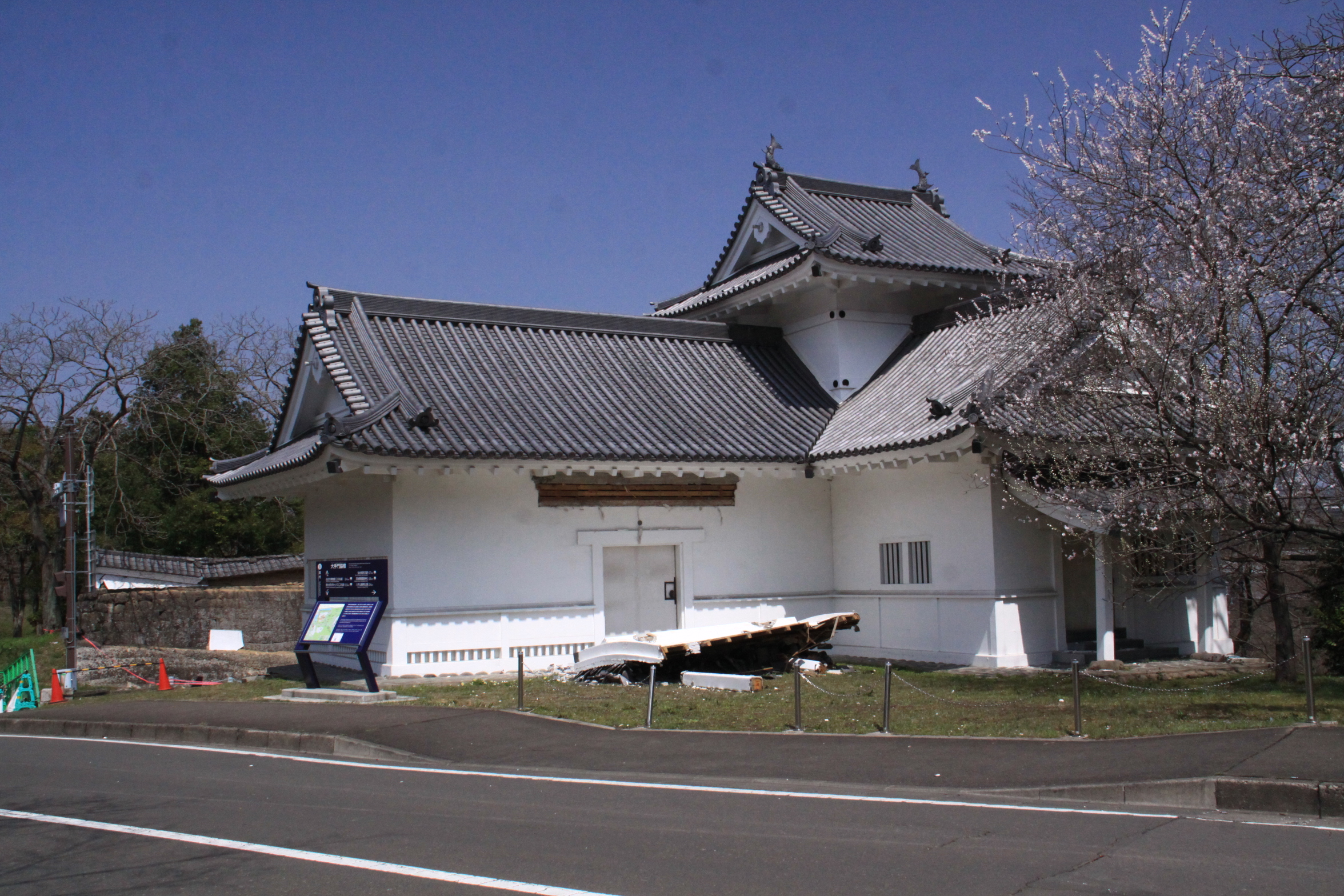
東日本大震災で損傷を受けた脇櫓（手前）と城壁（左奥）

戦後、二の丸跡地にアメリカ陸軍が進駐（キャンプセンダイ）。トラックの通行を可能にするため、三の丸巽門が破却されたことにより（※戦災で消失説もあり）仙台城跡にあった江戸期の建築遺構はすべて失なわれた。アメリカ軍は1957年（昭和32年）にキャンプセンダイを返還。
返還された後の二の丸跡地には、東北大学が入り、東北大学川内キャンパスとなった。川内キャンパス（川内北キャンパス、川内南キャンパス）のうち、南部の文系四学部、付属図書館、付属植物園のある場所が二の丸にあたる。
- 1950年（昭和25年）
  - 宮城神社（宮城縣護國神社の占領期の名称）は国有地払い下げを受け、本丸一帯を所有した。仙台市は城が神社のものになることを望まず、交渉して土地の一部を管理し、一部を買い上げ。2003年（平成15年）現在、本丸の一部は仙台市のものだが、本丸の一部と西の丸はなお護国神社のものである。城を訪れる人は、表玄関である詰門があった場所に、大きな鳥居と「靖国神社公式参拝を継続させよう」などと書かれた看板を見ることになる。本丸の中心は、護国神社の拝殿と青葉城資料館、食堂などが占める。
- 1954年（昭和29年）
  - 戦争中に撤去された政宗像はコンクリート平服立像として再建。
- 1960年（昭和35年）
  - 三の丸跡地に仙台市博物館が開館[2]。三の丸の堀は、長沼、五色沼として残る。
- 1962年（昭和37年）
  - 伊達政宗騎馬像が再建。先に建立したコンクリート製の立ち像は岩出山町（現・大崎市）の岩出山城に移設。
- 1978年（昭和52年）
  - 6月12日：宮城県沖地震で石垣や土塀に被害が発生[2]。
- 2003年（平成15年）
  - 8月27日：国の史跡に指定[1]。
- 2005年（平成17年）
  - 青葉城本丸会館が営業時間を午後10時まで延長し、仙台城本丸から眺める仙台市都心部の夜景を中心とした夜間観光に注力[6]。
- 2006年（平成18年）
  - 4月6日：日本100名城（8番）に選定。
- 2008年（平成20年）
  - 仙台・宮城デスティネーションキャンペーンを契機に、土井晩翠銅像前における「荒城の月」自動演奏を一日3回から10回（9:00-18:00まで1時間毎）に増加。仙台城本丸の伊達政宗騎馬像および石垣を日没から午後11時まで通年でライトアップ実施。これに合わせて、本丸にある有料駐車場（昼間普通車400円/時間）を18:00～翌8:00は夜間無料開放[7]。
- 2011年（平成23年）
  - 3月11日：東北地方太平洋沖地震（東日本大震災）で石垣、脇櫓（隅櫓）の一部が崩壊[8]。
- 2022年（令和4年）
  - 3月16日：福島県沖地震により石垣の崩落や政宗像が損壊するなど被害を受けた。

| 石垣崩落による通行止め |  | 政宗像が見られない旨の告知 |  | 天幕に覆われた政宗像 |
| 石垣崩落による通行止め |  | 政宗像が見られない旨の告知 |  | 天幕に覆われた政宗像 |

## 構造
初代伊達政宗期に造営された青葉山の本丸、西の丸、二代伊達忠宗期に造営された青葉山山麓の二の丸、三の丸（東の丸）と、それに付随する櫓、門からなる。広瀬川を城の防衛線としている。

### 本丸
石垣の北面に入り口である詰門（つめのもん）があり、本丸の中央に中核的な施設である本丸御殿、周囲には、詰門両脇に2基（西脇櫓・東脇櫓）、北東部には1基（艮櫓）、眺瀛閣の南に1基、計4基の3重櫓、1基の二重櫓、多門櫓などが建ち並んでいた。本丸御殿は北側に公式な御殿である大広間、南側に藩主の生活空間である奥御殿が配置されていた。430畳の大広間は金碧障の壁画で飾られ、聚楽第の大広間と類似した設計であった。大広間には藩主が座する上段の間の上に将軍専用の上々段の間があり、将軍が訪れたときにのみ開かれる御成門まで準備してあったが、最後まで訪れることはなかった。だが近年、青葉城資料展示館の学芸員である大沢慶尋氏は御成門は一度だけ1611年にスペイン王国大使としてビスカイノが御成門を訪れ、伊達政宗がビスカイノに上段の間へ譲らせて伊達政宗自ら下段の間に座って迎えたのではないかという説を提唱している。
大広間の東側には清水の舞台のように崖に迫り出すように作られた懸造の眺瀛閣（ちょうえいかく）があり、仙台の城下を一望できた。1639年（寛永16年）の二の丸御殿の完成後は本丸が使われることは少なかった。
仙台城は2003年（平成15年）に国史跡となっているが、2012年（平成24年）に本丸跡の一部が国史跡に追加指定された。
本丸北東部に位置する艮櫓（うしとらやぐら）を復元する計画があったが、石垣保存問題と国の史跡指定地であることなどを理由に2003年に中止となった。
本丸に自家用車や観光バスなどで来た場合は裏側にある埋門（うづみもん）跡から入ることになる。

### 西の丸
現在では宮城縣護國神社がある。

### 二の丸

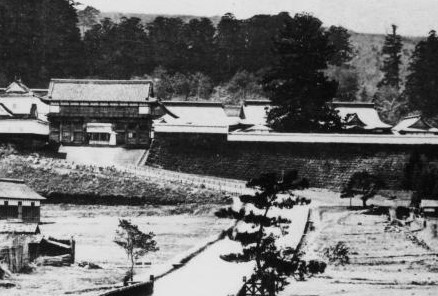
城下町から見た二の丸

二代藩主伊達忠宗により造営。1638年（寛永15年）5月4日着工され、翌1639年（寛永16年）12月に落成。以後明治に至るまで藩政の中心であった。二の丸の正門である大手門を入りその奥の詰門を抜けると、藩主が住む御殿、能舞台、庭園などがあった。二の丸の規模は東西310メートル、南北200メートル。
明治に至り、1869年（明治2年）に勤政庁が置かれ、1871年（明治4年）に東北鎮台（後の陸軍第二師団）が置かれた。1882年（明治15年）9月7日、追廻で行われた西南の役（西南戦争）戦没者招魂祭の花火が不発のまま落ち、その火災により、表舞台楽屋以外の二の丸遺構はすべて焼失。残った表舞台楽屋も戦災で焼失。現在は東北大学川内キャンパス（川内南キャンパス）となり、文系学部（文学部、経済学部、法学部、教育学部）が入る。
仙台城は2003年（平成15年）に国史跡となっているが、二の丸についても2010年（平成22年）に一部が国史跡に追加指定されている。

#### 大手門

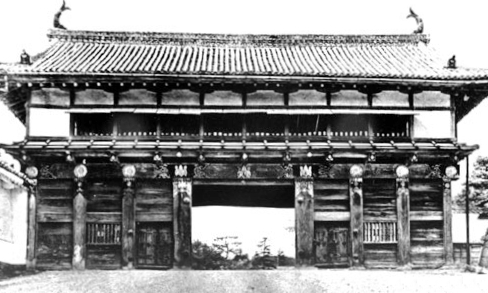
大手門（1938年（昭和13年）撮影）

楼門型式の櫓門で、桐や菊紋をかたどった飾り金具などが施されていた。名護屋城の大手門を移築したものと伝えられているが、実際は名護屋城大手門を模したという意味の「写した」を「移した」と勘違いしたものではないかともいわれている。大手門は二の丸の正門であった。1931年（昭和6年）に脇櫓と共に国宝に指定されたが、仙台空襲により焼失。

#### 脇櫓
大手門隅櫓ともいう。大手門と共に1931年（昭和6年）国宝に指定されたが、大手門と共に戦災により焼失。1967年（昭和42年）に民間の寄付により外観復元され、現在は唯一復元された建造物である。しかし令和2年の調査で焼失前の物とは形状が異なる事が分かり大手門の再建と一体的に焼失前の形に再建されることになった。

### 三の丸
仙台藩の米蔵があり、二の丸造営時に造られたと考えられている。正確な造営時期は不明であるが、古くは東の丸とも呼ばれていた。現在は仙台市博物館がある。

### 石垣

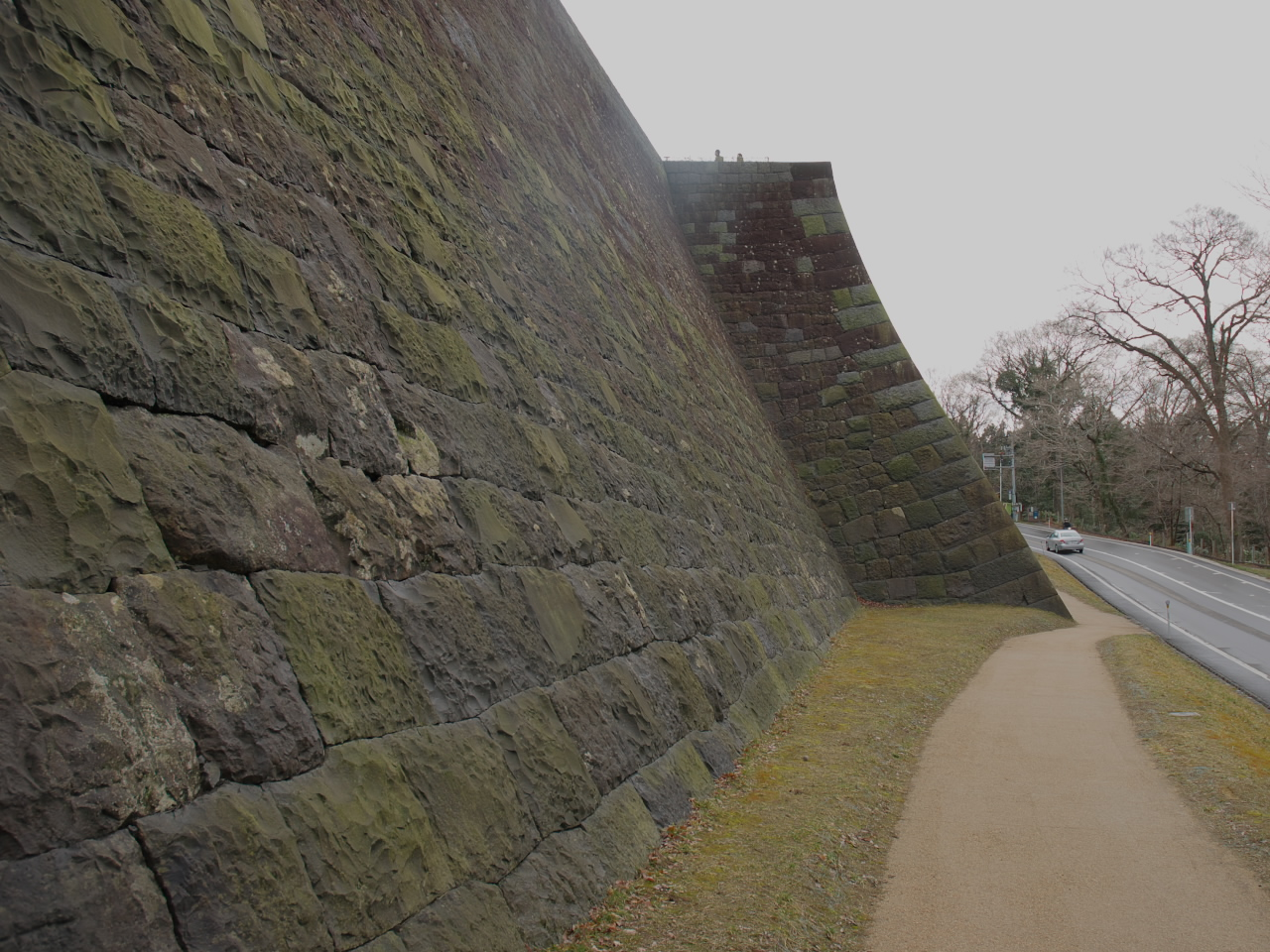
本丸　石垣

切込接と呼ばれる積み方を用い、隅石表面は、「江戸切」と呼ばれる技法によって加工されている。本丸石垣の修復工事（1997年（平成9年）から2004年（平成16年））の際の発掘調査によって、時代の異なる2つの石垣が現石垣中から見つかっており、過去に地震によって崩落したことが確認された。最も古い石垣は政宗の時代のもので加工しない石を使った野面積であった。積み直しでは元通りにするのではなく新しい技法を採用してより頑丈な石垣を目指していたと思われる。
政宗が死際に「この城は泰平の世には向かん。わしが死んだら修築しろ」と家臣や忠宗に言い残したという逸話が残っている。

## 考古資料

### 城郭遺構
現在、仙台城址は青葉山公園として整備されているが、二の丸が東北大学川内キャンパス、三の丸が仙台市博物館としてそれぞれ利用されている。本丸から三の丸にかけて石垣および土塁が現存し、三の丸には長沼および五色沼と呼ばれる水堀が残る。馬場の跡地については川内追廻を参照。
太鼓塀については明治以降のものか江戸期のものか判断が分かれるところである。
城内に残された建造物は第二次世界大戦頃までにすべてが失われたが、寅の門が宮城県知事公館の門（県指定有形文化財）として移築され現存する。この門は以前は二階建ての楼門形式であった。また、本丸搦手の辰ノ口門が満興寺山門として、山門が孝勝寺山門として、二の丸勘定所の板倉と伝えられる建物（県指定有形文化財）が宮城野区岩切の民家に移築現存する。
この他、勾当台地区にあった藩校養賢堂正門が、泰心院山門（市指定有形文化財）として移築され現存する。

### 古代遺構
仙台城の遺構ではないが本丸跡や二の丸跡で実施された発掘調査で、縄文土器、石器、弥生土器が出土している。また、発掘調査で二の丸跡西側には平安時代に窯があった可能性が指摘されている。

## 復元

### 大手門脇櫓再建
1964年（昭和39年）に、民間の寄付を募って大手門脇櫓が復元された。これが江戸時代の姿を示す唯一の建築である。向かいに石垣があるため、脇櫓と石垣の距離をもって往時の大手門の大きさをしのぶことができる。脇櫓を復元し仙台市に寄付した期成会は、次に大手門の復元を計画したが、資金と用地の問題があって果たせなかったが老朽化した為、2036年までに大手門とともに木造復元される予定である。

### 本丸北壁石垣修復
1990年代になると本丸の石垣崩落のおそれが出てきたため、石垣の状況をモニターするセンサーが取り付けられた。その後、1998年度から2003年度までの工期で石垣の解体修理が実施された。この修理は、元の石材一つ一つに番号を付け、可能な限り保存を優先して行われた。この過程で、3期にわたる石垣の存在が確認され、過去に数度の修復が行われていたことが分かった。
工事終了後、本丸北東隅にあった艮櫓（うしとらやぐら）を復元する計画であったが、石垣調査によって、艮櫓は第三期石垣の上には存在しなかったことが判明した。第一期と第二期の石垣は第三期の石垣より後ろにひっこんだ位置にあるため、復元しても櫓が下から見えなくなり、景観も合わない。さらに、櫓の基礎工事が貴重な遺跡である石垣の基礎部分を破壊することになるという懸念も出てきた。城跡の市有地部分が国の史跡に指定されたことに伴い、史跡保存の意見が優勢となり、艮櫓復元は着工前の2003年5月に中止になった。
石垣修理の成果もあってか、東日本大震災とその余震においても、本丸の巨大な石垣は、大きな被害を受ける事はなかった。真下の県道は普段から交通量が多く、震災当時は交通が混乱し多くの車両や人で渋滞していたが、繰り返す余震にもかかわらず人的被害は出なかった。
本丸御殿の中心的な建物だった「大広間」の発掘調査が行われ、その成果を元に建物規模や部屋割りが地面に表示された。大広間は430畳もある大型の御殿建築である。大広間は取り外しのできる障壁画が現存している他、平面図と立面図もあるので復元の期待が持てる建物である。

### 大手門復元計画
仙台市教育委員会は2021年度から2038年度までの整備基本計画で大手門の復元を計画している。2021年度から基礎調査が行われる。昭和初期の写真と照合すると現在の再建された隅櫓と形状が異なる事が分かり大手門の再建と一体的に再建されることになった。

## 景観
現在、本丸は公園として整備され、石垣の端部には危険防止用の柵が設置されているのみである為、仙台市街の景観を広範囲に見渡す事が出来る。同時に、当時の藩都を囲む神社仏閣、河川を合わせた防衛施設の連携を垣間見る事も可能である。

## 現地情報
本丸の一部と三の丸および周辺地区は、市が管理する青葉山公園。それ以外の部分でも、各所有者が公共空地・緑地化している所が多い。仙台七夕祭りの花火大会の際には、二の丸の東北大学川内ホールの前庭が観覧場の一つになっている。目の前の河川敷で打ち上げられる迫力のある花火を、多くの祭り客が敷物を敷いて楽しみ、屋台で賑わう。
- 本丸
  - 宮城縣護國神社
  - 仙台城見聞館
- 二の丸
  - 東北大学川内キャンパス
- 三の丸
  - 仙台市博物館
- 馬場
  - 追廻住宅

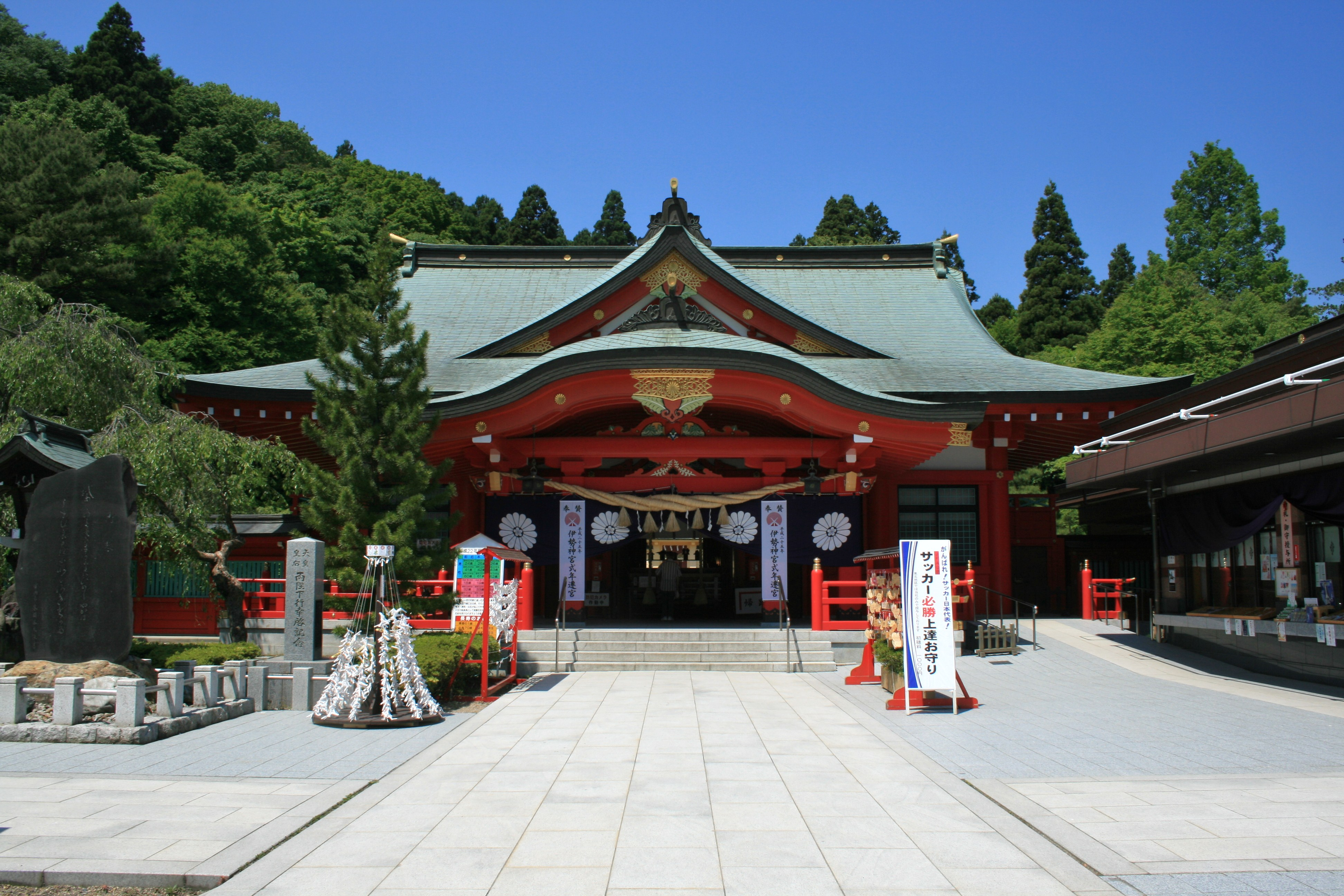
本丸跡地に建つ宮城縣護國神社拝殿

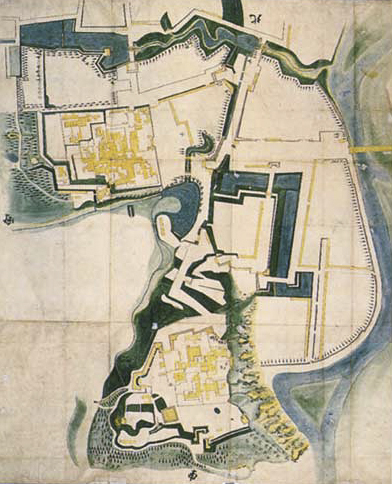
江戸時代の仙台城絵図（宮城県図書館蔵）

- 御裏林（城の水源であった御清水（おすず）や堀切跡などの遺構がある）
  - 東北大学植物園
- 堀
  - 五色沼、長沼

彫像・句碑
- 伊達政宗騎馬像（本丸）
- 愛知揆一像
- 土井晩翠像
- 荒城の月句碑

### 所在地
- 宮城県仙台市青葉区川内1番地

### 交通アクセス
- 東日本旅客鉄道（JR東日本）東北本線・東北新幹線仙台駅下車。西口バスプール15番3より仙台市営バス（るーぷる仙台）で約22分「仙台城跡」下車、徒歩約3分。
  - ※なお、るーぷる仙台は時計回りで市内の観光地を通っているので、仙台城跡→仙台駅前の所要時間は、約48分となっている。(るーぷる仙台を青葉山駅で下車し仙台市地下鉄東西線を利用するなどのルートの方が駅前へは早く戻れる)
- 仙台市地下鉄東西線国際センター駅下車。徒歩25分。
- 本丸の有料駐車場（普通車150台、400円/時間。観光バス1,200円/時間。バイク100円/日）
  - 午後6時以降は夜間無料。
- 東北自動車道

## 参考画像

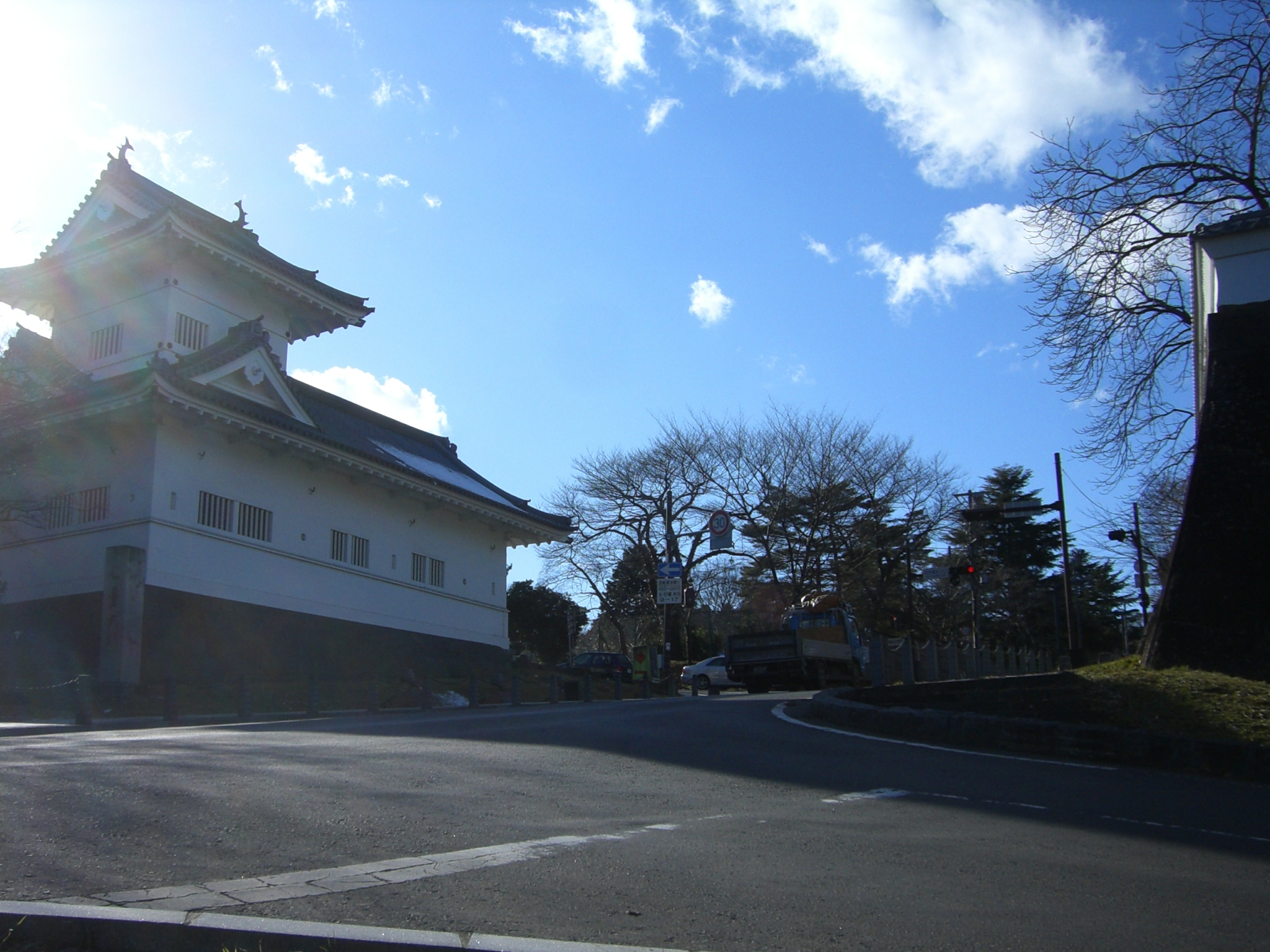
現在の大手門跡（2006年1月）
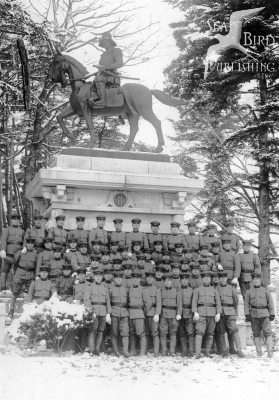
小室達作の（初代）伊達政宗騎馬像（仙台城本丸、1940年5月撮影）
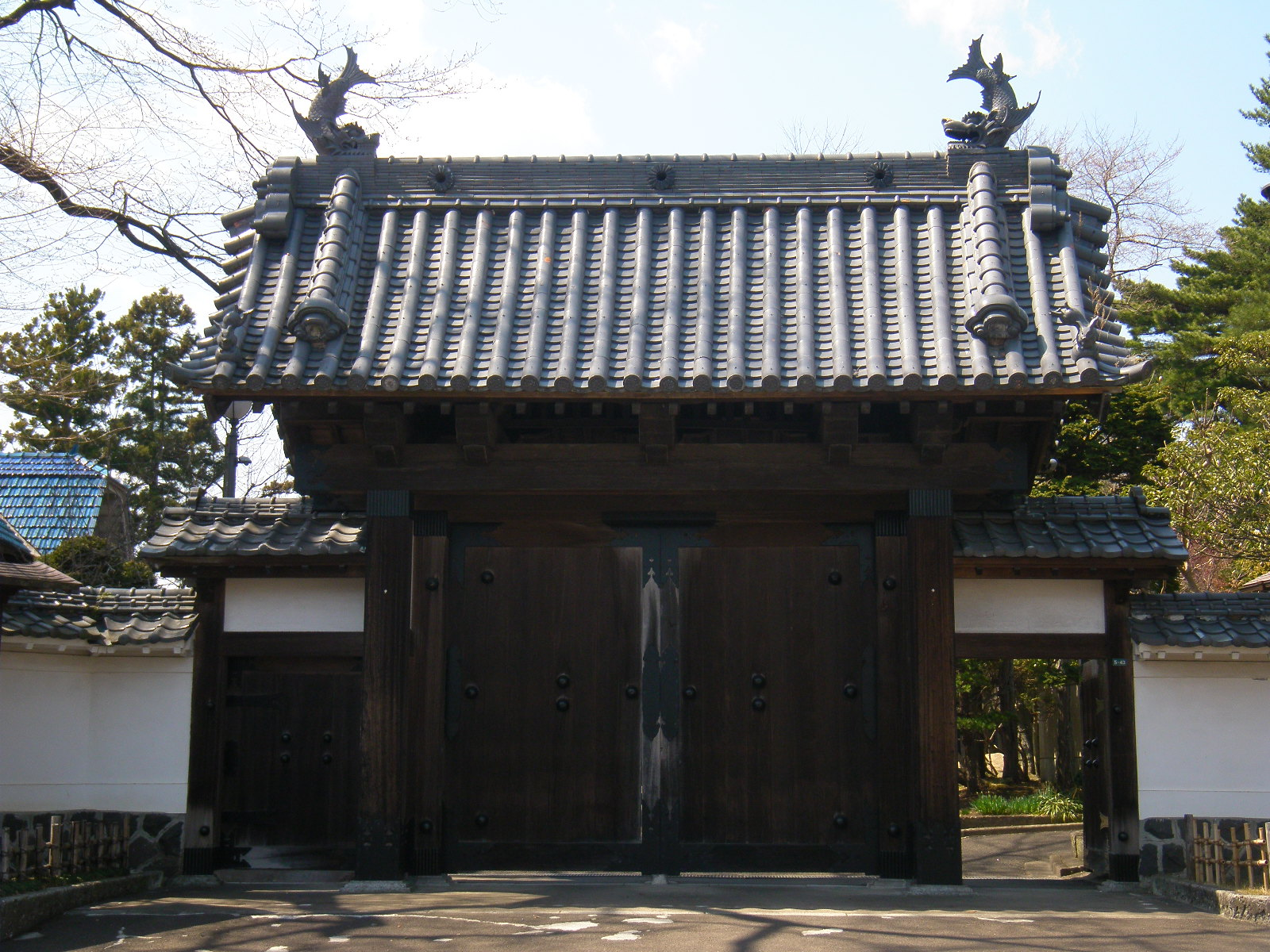
宮城県知事公館正門。仙台城の門の移築と伝えられるが、元の位置は不明
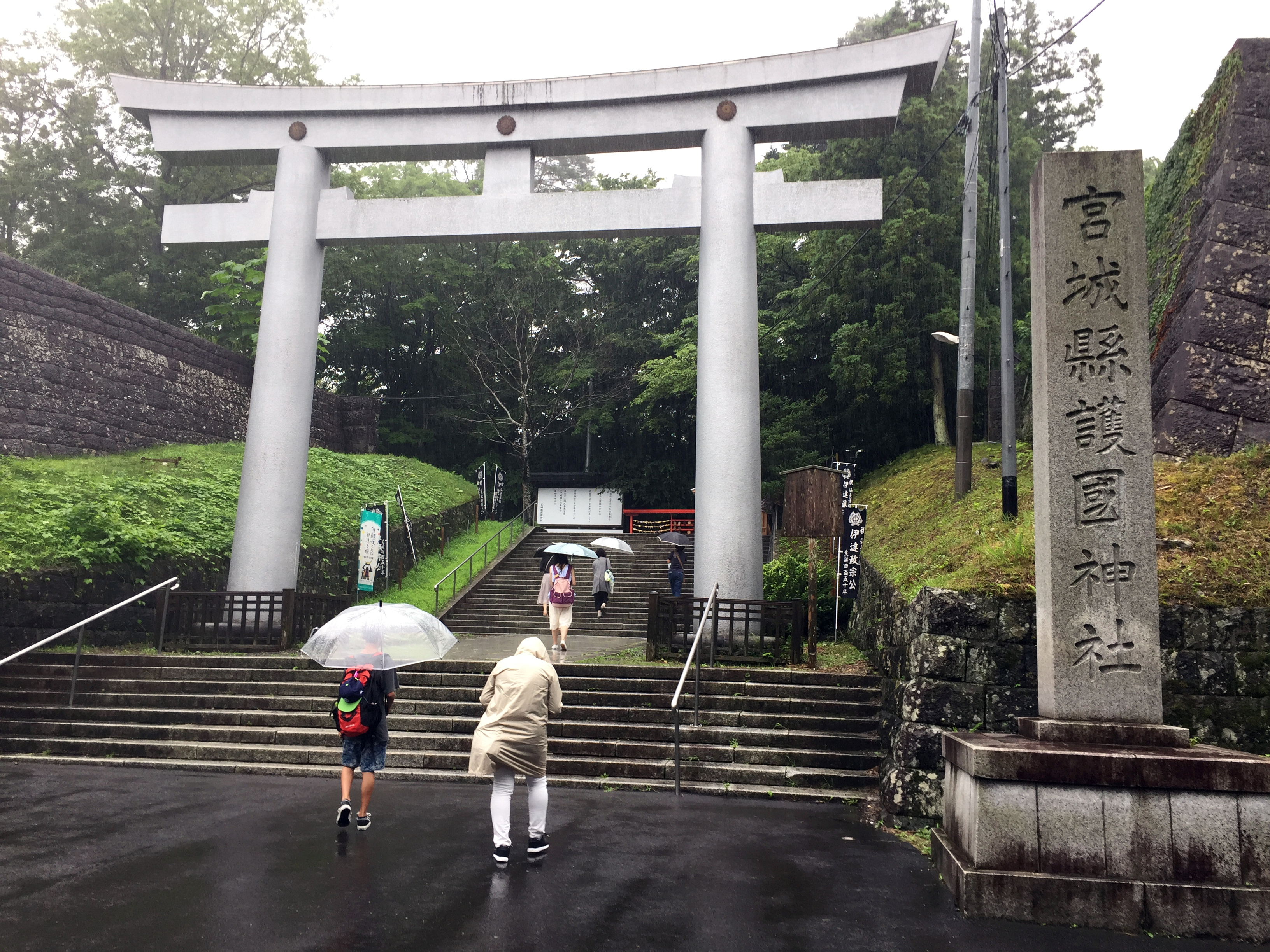
詰門跡
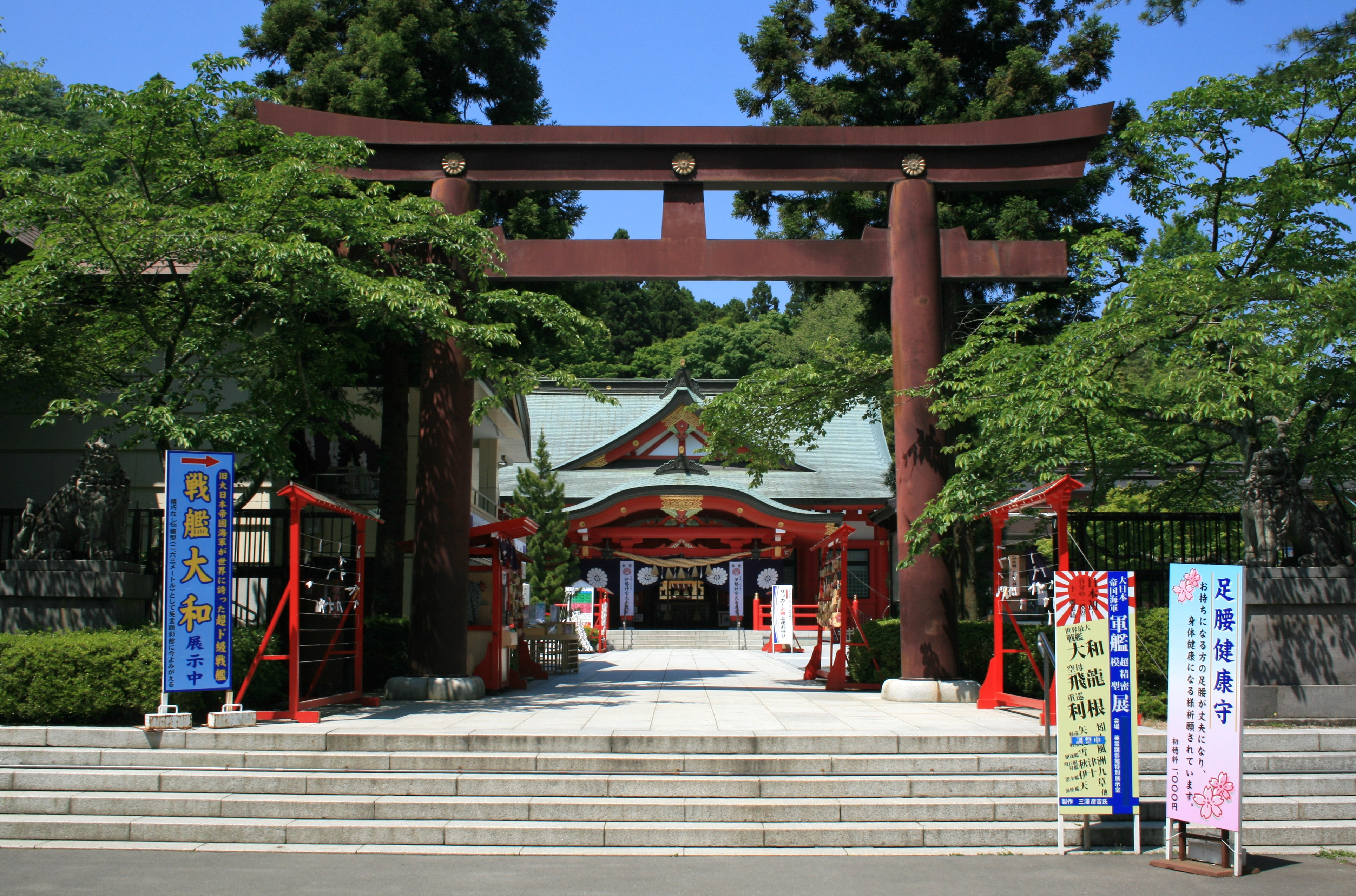
宮城縣護國神社正面大鳥居
伊達政宗の騎馬像 小室達作
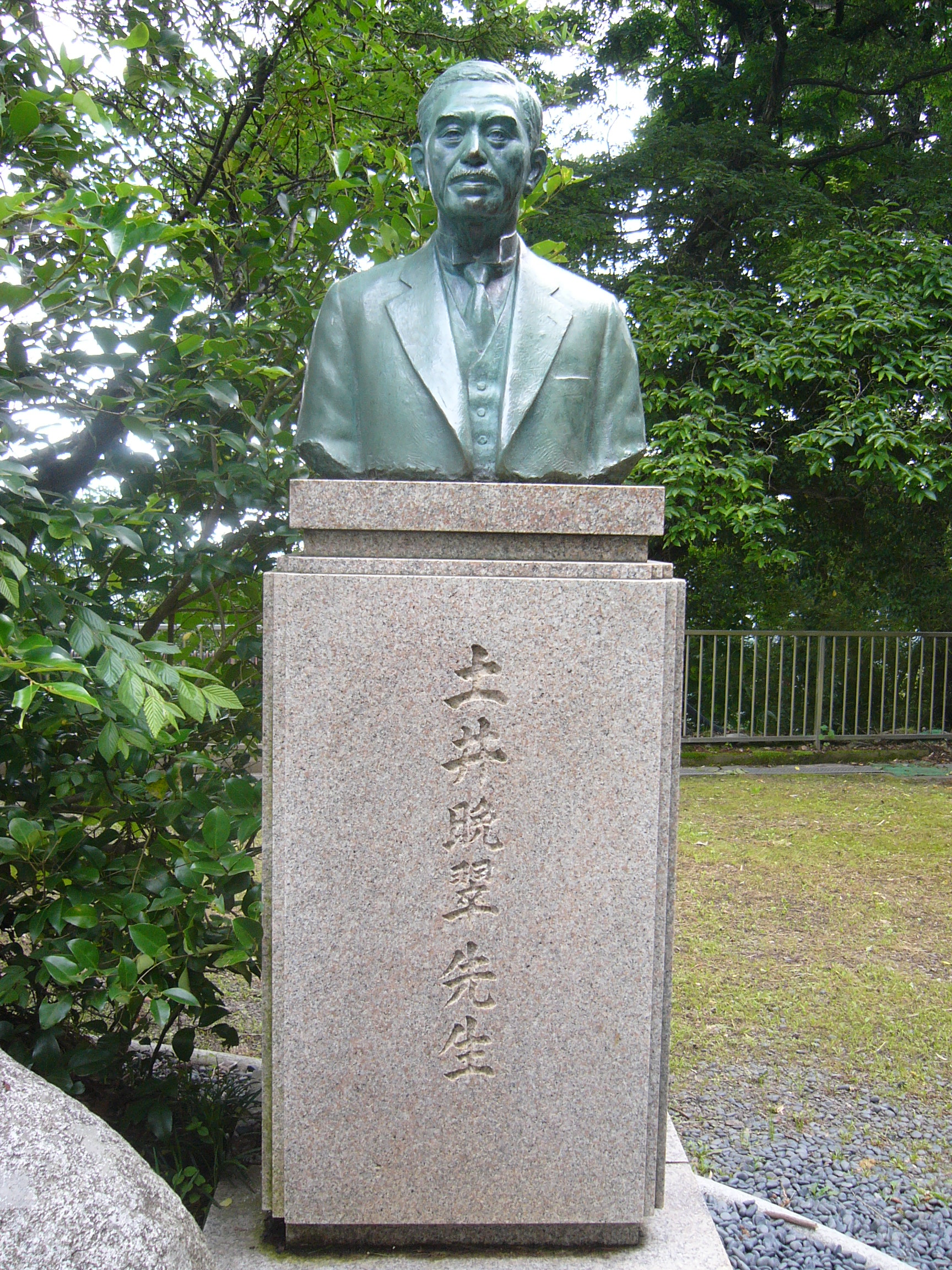
土井晩翠の銅像
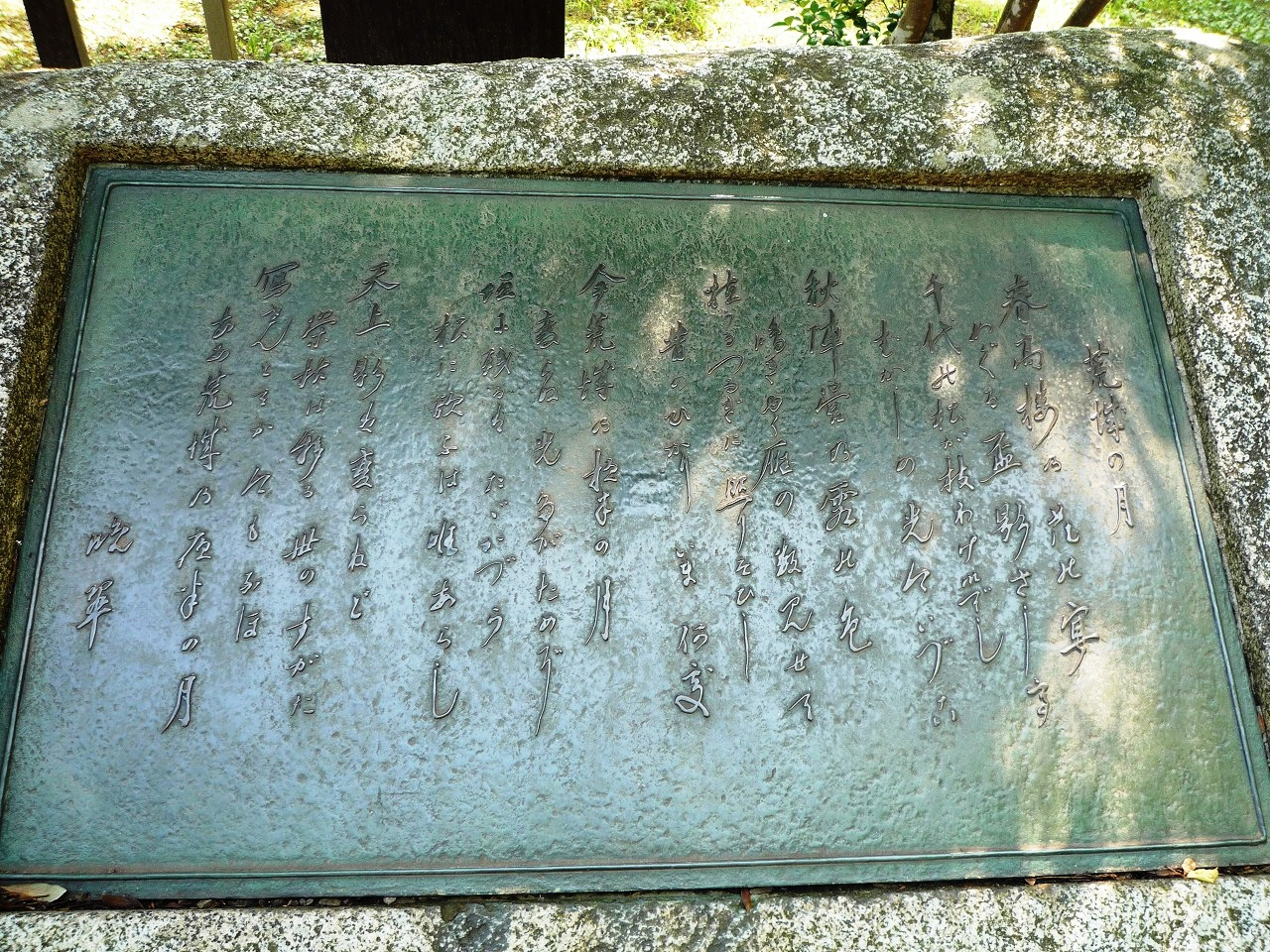
「荒城の月」句碑